# 代國 (秦漢之際)

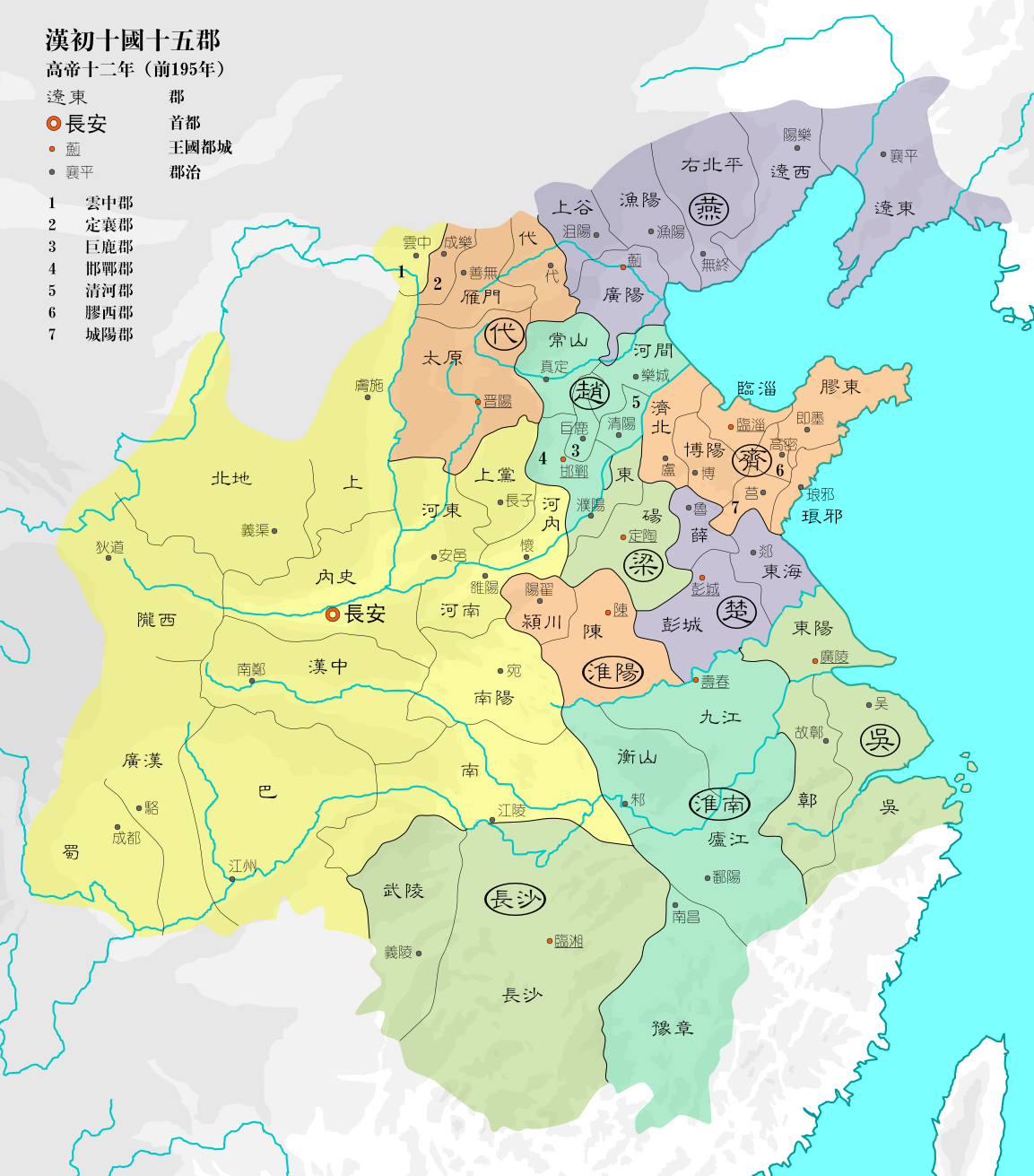
前195年，汉朝初期代国的位置。

代国，楚汉之际到西汉时期的封国。

## 历史
前206年正月，项羽分封诸侯，赵国一分为二：以张耳为常山王，原来的赵王赵歇为代王，代国都城代县（今河北省蔚县）。陈余不服，汉二年（前205年）十月，驱逐张耳，使赵歇成为赵王，自己作代王。汉三年（前204年）十月，刘邦派韩信灭赵，代国再为代郡。
前202年，刘邦称帝，将韩王信迁到太原郡为王，都城在晋阳（今山西省太原市）後至马邑（今山西省朔州市），仍为韩王。前201年，刘邦以二哥刘喜为代王，代郡、雁门郡、云中郡为代国。国都在代。前200年，白登之围之后，韩王信降匈奴，刘喜被消除王爵。代郡、雁门郡、云中郡、太原郡作为代国，刘如意为代王。前198年，赵王张敖被废，代王刘如意封为赵王。前197年，代国相国陈豨谋反，被平定。
前196年，刘邦以四子刘恒为代王。国都在晋阳，汉高帝去世後，代国迁至中都县（今山西省平遥县）。前179年，刘恒即位为汉文帝，以二儿子刘武为代王。前176年，刘武为淮阳王，文帝三子太原王刘参为代王，国都还在太原国的都城晋阳。前114年，刘参的孙子刘义改封清河王，代国国除。